# Højerup gl. Kirke
Højerup gl. Kirke er opført af limsten 1250 eller 1357.
Oprindelig lå kirken i god afstand til Stevns Klint, men den 16. marts 1928 styrtede kirkens kor og en del af kirkegården i havet. Kirken var dog allerede i 1912 blevet erstattet af Højerup Kirke.
J.L. Heiberg omtaler i Elverhøj (1828) sagnet om denne kirke:

En Skipper har den bygget,

Som var i Havsnød, lige ved at strande

Paa Fælskovs Rif; da lovede han Himlen,

En Kirke han paa Klinten vilde bygge,

Ifald hans Liv blev frelst. Han reddet blev,

Og bygged Kirken yderlig paa Klinten.

Nu skylle Havets Bølger mod dens Fod,

Og rive store Stykker ud af Klippen;

Snart vilde Kirken styrte ned, om ikke

Hver Julenat den flyttede sig ind ad,

Saa meget som et Hanefjed.

## Galleri
- Højerup Kirke og Højerup gl. Kirke
- Højerup gl. Kirke
- Højerup gl. Kirke
- Højerup gl. Kirke

## Ekstern henvisning
- Højerup gl. Kirke

- Wikimedia Commons har flere filer relateret til Højerup gl. Kirke

55°16′44.6″N 12°26′44.3″Ø / 55.279056°N 12.445639°Ø